# Сидерація
Сидерація — заорювання в ґрунт зеленої маси рослин (зеленого добрива) з метою її збагачення азотом і органічними речовинами.
Цей термін запропонував французький вчений Ж. Віль (Ville, 1824—1897).
Для сидерації застосовують, головним чином, бобові культури — люпин, сераделу, буркун, лядвенець, чину, конюшину, вику та ін.
Рослини або на корені приорують на ділянці, рідше — скошують і використовують для добрива іншого поля, або для компосту.
Сидерація покращує фізичні та фізико-хімічні властивості ґрунту (буферність, ємність поглинання, вологоємність тощо), знижує кислотність, забезпечує розвиток корисної мікрофлори.
Крім збагачення ґрунту органічною речовиною, орний шар збагачується азотом, який був  асимільований бульбочковими бактеріями, а також іншими поживними речовинами, які були вилучені корінням сидератів з глибоких ґрунтових горизонтів.
Ефективність сидерації при поліпшенні родючості ґрунтів приблизно така ж, як і гній.
Сидерацію застосовують в землеробстві з глибокої давнини
- Китай, Індія, Індонезія, держави Середньої Азії — більше 3 тис. років
- Країни Середземномор'я — з IV—III століть до н. е.
- Центральна Європа (Німеччина, Польща та ін.) — З XIX століття.
- Україна — з 1903 року (Чернігівська губернія)

Сидерацію корисно поєднувати з внесенням калійних і фосфорних мінеральних добрив.